# 奧夫利加多將軍縣

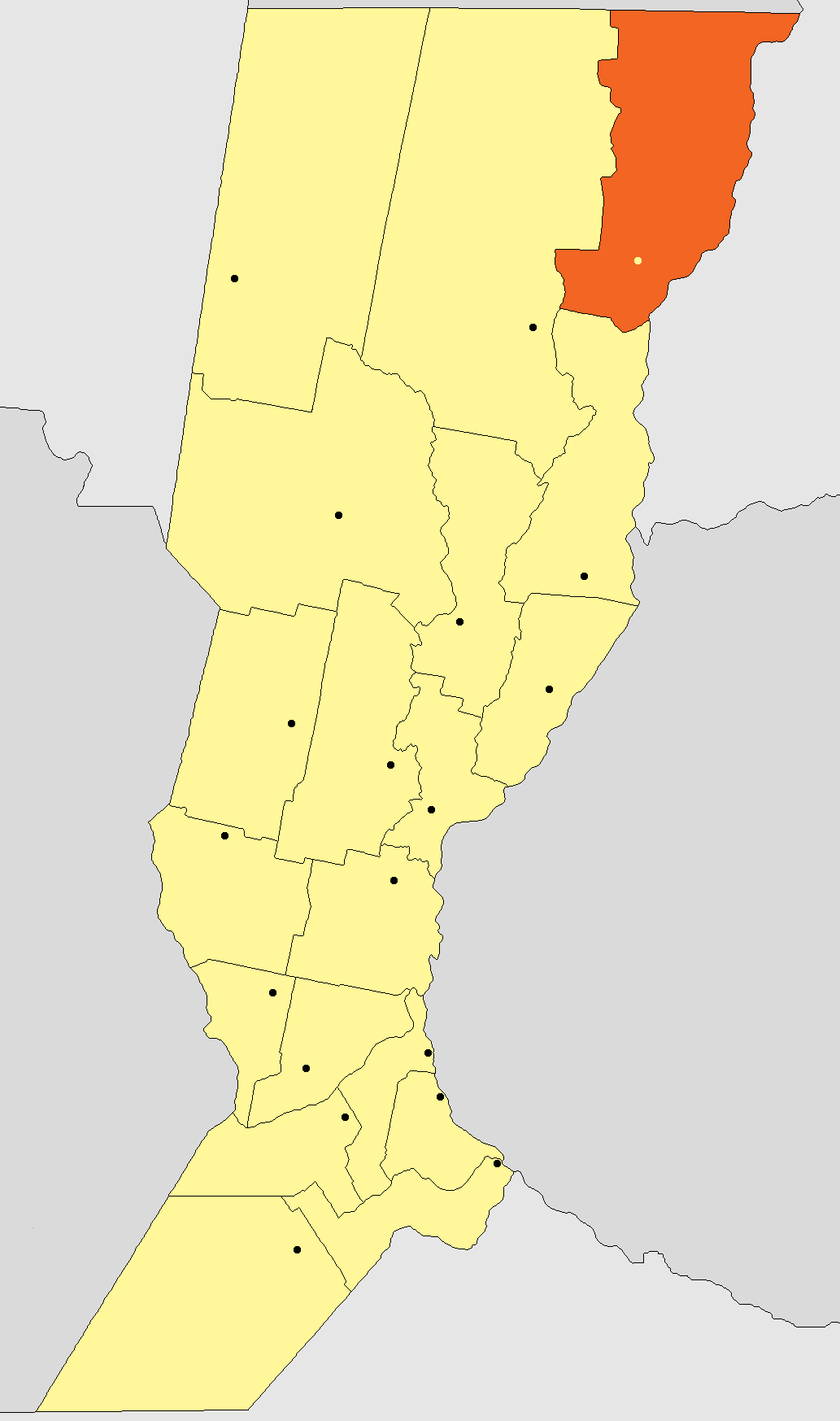

29°40′S 59°12′W / 29.667°S 59.200°W
奧夫利加多將軍縣（西班牙語：Departamento General Obligado），是阿根廷的縣份，位於該國東北部聖大非省，首府設於雷孔基斯塔，面積10,928平方公里，2010年人口176,410，人口密度每平方公里16.14人。